# 809
El 809 (DCCCIX) fou un any comú començat en dilluns del calendari julià.

## Necrològiques
- 24 de març, Harun ar-Raixid califa abbàssida de Bagdad.
- 14 de juny, Ōtomo no Otomaro, primer shogun.
- Oriol d'Aragó, primer comte d'Aragó